# Ivica Astalos

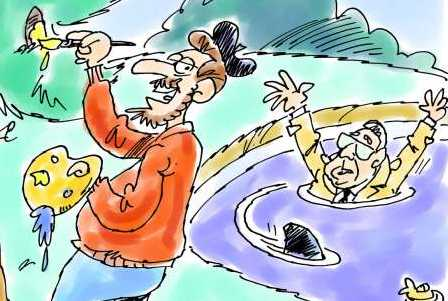
Selbstporträt Astalos': Astalos beim Zapfenstreich (Gedichtillustration mit Horst Tappert, Ausschnitt)

Ivica Astalos (* 1954) ist ein deutscher Cartoonist, Texter und Grafiker ungarisch-jugoslawischer Abstammung.

## Leben
Nach einem Praktikum bei Fix und Foxi kam Ivica Astalos 1974 zum Deutschen MAD-Magazin, das er zusammen mit Herbert Feuerstein im folgenden Jahrzehnt prägen sollte. Astalos und Feuerstein entwickelten den Großen MAD-Almanach, der auf der zweiten Umschlagseite erschien und ein Potpourri aus pseudoseriösen Nonsenstexten zu historischen Fotos, Lexikonteilen (z. B. Russisch-Deutsch: Balaleika=Fußballverleih), Bilderrätseln und Sprichwörtern beinhaltete. Während seiner ersten Jahre bei MAD absolvierte Astalos auch ein Grafikstudium (Grafikdesign in Stuttgart).

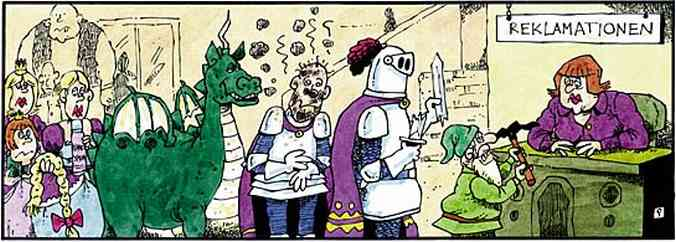
Der Froschkönig (Ausschnitt aus einer Märchensatire)

Astalos war der einzige Nicht-Amerikaner, von dem Taschenbücher in der MAD-Reihe erschienen, die eigentlich Amerikanern wie Don Martin, Al Jaffee oder Sergio Aragones vorbehalten war, in einer Auflage von je 80.000 Stück. Einige MAD-Traditionen wie Das große Faltblatt, Kluge Antworten auf dumme Fragen (beides Al Jaffee) oder Märchensatiren (Don Martin) führte Astalos auf seine eigene Weise fort.
Nachdem Ende der 1980er-Jahre die Nachfrage nach dem Magazin rapide zurückgegangen und das Blatt 1995 schließlich eingestellt worden war, arbeitete Astalos als Freiberufler an Cartoons und Coverentwürfen für Disney-Taschenbücher und auch für die Werbung. Sein Taschenbuch Frittenbudenzauber mit alten MAD-Beiträgen blieb 1998 erfolglos, jedoch arbeitet Astalos inzwischen wieder regelmäßig für das im gleichen Jahr wiederauferstandene MAD-Magazin, das sich indes spürbar gewandelt präsentiert und nur noch wenig von Astalos’ Handschrift trägt.
Seit 2004 arbeitet Astalos als Illustrator von Nonsensgedichten mit dem Lyriker und Liedermacher DeGie zusammen.
Astalos wuchs in Marbach am Neckar auf und lebte später in Ludwigsburg. Seit 1983 lebt er in Wüstenrot.

## Stil

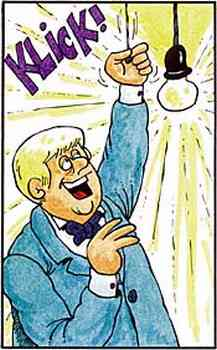
Thomas Alva Edison testet die soeben erfundene Glühbirne (Comicausschnitt)

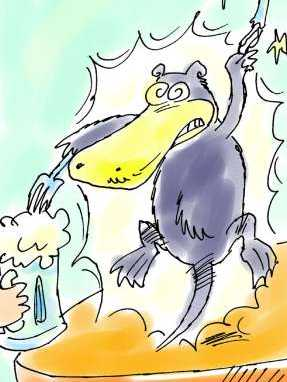
Das Schnabeltier (Liedillustration, Ausschnitt)

Herbert Feuerstein schrieb im Vorwort eines MAD-Taschenbuches Folgendes:
„Als sich I. Astalos vor genau vier Jahren bei MAD bewarb, wußten wir sofort: Das ist der richtige Mann für uns! Leider wollte er jedoch den Job als MAD-Bürobote nicht haben und wurde stattdessen Zeichner.
Kurz darauf brachte er uns seine erste Zeichnung: Gut gemeint, aber unsicher im Strich, mit falschen Proportionen und ohne jeden Schwung.
Zur Verbesserung seiner Zeichentechnik begann Astalos ein Kunststudium in Stuttgart. Und so entstand über die Jahre jener typische Stil, wie wir ihn aus jedem MAD-Heft kennen: Gut gemeint, aber unsicher im Strich, mit falschen Proportionen und ohne jeden Schwung.“
Astalos’ Figuren sind in der Tat oft mit verzerrten Proportionen und scheinbar infantil gezeichnet. Ein Drache z. B. hat bei ihm typischerweise extremes Übergewicht, viel zu kleine Flügel und am Gesäß alberne Punkte, die vage an Pippi Langstrumpfs Pferd „Kleiner Onkel“ erinnern.
Auf Markenzeichen wie Langnasen (Brösel), Knollennasen (Ralf König, Loriot), Überbiss (Matt Groening) etc. verzichtet der Zeichner. Umso mehr steht die Mimik seiner Figuren im Vordergrund, wobei z. B. schadenfrohe oder lüsterne Blicke zu seinen Spezialitäten gehören. Praktisch alle mimischen Ausdrücke werden durch Linien im Augenbereich dargestellt, Entsetzen durch einen „Knochenmund“, der in der Mitte schmaler ist als an den Seiten.
Sehr viele von Astalos’ Zeichnungen enthalten versteckte Anspielungen, die nur für Eingeweihte erkennbar sind, sowie einige immer wiederkehrende Motive: Zu alten MAD-Zeiten hatte ein mit hängender Zunge gezeichneter Lustmolch wie zufällig Ähnlichkeit mit Astalos selbst oder mit dem Redakteur Feuerstein, ein geldgieriger Zeitgenosse wurde mit Geldmünzen als Augen gezeichnet und ähnelte oftmals frappierend dem Verleger Klaus Recht.
Die Peripherie von Astalos’ Bildern enthält oft Nebengags. Zum Beispiel hält sich schon mal auf einem Cartoon, der Gestank darstellt, ein nur auf ein Wandbild gemalter Urahn mit Zylinder die Nase zu, während sich in einem Cartoon über Selbstmordstimmung am Bildrand ein Goldfisch im Glas am Strick zu erhängen versucht.
Auch in den neueren Gedichtillustrationen tauchen zuweilen sowohl Autor als auch Zeichner auf, wobei sich die Titelfigur aus Das Schnabeltier …, welche eine Gabel in den Bierkrug des Dichters taucht, zu einem weiteren, immer wiederkehrenden (Rand-)Motiv entwickelt hat.

## Bücher
- Das MAD-Buch der Technik (1979)
- Das MAD-Buch der Märchen, wie sie keiner kennt (1982)
- Das MAD-Buch der Technik (mit Gunter Baars, 1986)
- Frittenbudenzauber (1997)
- … und immer wieder lockt das Schnabeltier (mit DeGie und anderen Lyrikern, 2006)
- 40 verrückte Jahre, Band 1: Feuerstein & Co. (2017)
- 40 verrückte Jahre, Band 2: Kleine Brötchen Backer (2017)
- Un-Veröffentlicht! (2019)
- Comichohn — Comicparodien (20??)
- Filmverriss (2020)
- Dumm gefragt ... gelaufen! (2021)
- Zarenthrongeschichten (2022)
- ... GOING MAD! — Eine Autobiografie (2022)